# Logografia (retorica)
La logografia (dal greco λόγος [lógos], "discorso", e γραφή [graphè], "scrittura") è, nella Grecia antica, l'arte dello scrivere, a pagamento, orazioni giudiziarie. Molti retori si adattarono a fare i logografi, tra i quali ci furono importanti figure politiche come Lisia, Iseo, Demostene, Tisia ed Isocrate.
L'esistenza dei logografi fu determinata dal fatto che in molte città, ad esempio Atene, la legge permetteva ai cittadini di difendersi da soli, mentre escludeva gli oratori non cittadini. Lisia, ad esempio, in quanto meteco, poteva solo scrivere i propri λόγοι che venivano letti da altri.
Un sofista minore, Alcidamante, scrisse un piccolo trattato ("Su coloro che fabbricano discorsi scritti") in cui si affermava che un discorso scritto aveva maggior valore rispetto all'improvvisazione.
Sono chiamati "logografi" anche gli scrittori che tra la fine del VI e gli inizi del V secolo a.C., trascrivendo le loro indagini di genere geografico, etnografico e genealogico, gettarono le basi per quella che noi chiamiamo - oggi - storiografia. Il più importante logografo dell'antichità fu, in questo senso, Ecateo di Mileto (560-480 a.C.) prima di Erodoto (484-425 a.C.), ritenuto convenzionalmente il primo storico occidentale.